# Бурштинові копи
«Бурштинові копи» — український повнометражний фільм 2021 року. Виробництво компанія «КіноХіт Ю Ей» за підтримки Державного агентства України з питань кіно та за участі телеканалу «НЛО TV» і студії «Мамахохотала». Дистриб'ютор фільму — компанія «VLG.FILM». Прем'єра стрічки відбулася 7 жовтня 2021 року.

## Сюжет
Патрульний Максим (Євген Янович) з дитинства мріяв стежити за правопорядком, щоб робити світ безпечним і справедливим. Однак, неочікувано його переводять з Києва до невеличкого селища на Житомирщині. Там столичний поліцейський зі своїм новим напарником Богданом (Олег Маслюк) кидають виклик бурштиновій мафії. Чи зможе Макс знайти спільну мову з колоритними місцевими копами та перемогти всесильного «Бурштинового Барона»? Однак і це не єдина проблема відважного патрульного, якому ще необхідно повернути довіру своєї коханої дівчини.

## Актори
- Євген Янович — Максим
- Олег Маслюк — Богдан
- Володимир Кравчук — Сергій
- Олександр Рудинський — Юрко
- Аліна Паш — Віка
- Олександр Ярема — Гробар

У стрічці також знялися:
- Ігор Портянко
- Дар'я Петрожицька
- Сергій Булін
- Андрій Бурим
- Лілія Цвєлікова
- Олександр Логінов
- Сергій Кияшко
- Євген Черников
- Ніна Набока
- Сергій Журавльов
- Яків Кучєрєвскій
- Володимир Захарченко[1].